# Zelmar García
Zelmar García (n. Tapalqué, Provincia de Buenos Aires, Argentina; 2 de marzo de 1987) es un futbolista argentino. Juega de defensor y su equipo actual es FADEP (Fundación Amigos por el Deporte), del Torneo Regional Amateur

## Trayectoria
García realizó sus inferiores en Sarmiento de Tapalqué, Vélez Sarsfield y Deportivo Merlo. En este último, debutó como profesional en 2008.
Después de un gran año con el Charro, ascendiendo a la Primera B Nacional, es transferido a Godoy Cruz, equipo de la Primera División. Con el Tomba tuvo la posibilidad de jugar la Copa Libertadores. Convirtió su primer gol el 24 de abril de 2011 en la victoria por 1-2 a River Plate.
En 2012 se convierte en jugador de Quilmes, pero no juega ningún partido.
En 2014, llega libre a Brown de Adrogué, que jugaba en la Primera B. En el Tricolor tampoco tuvo continuidad.
Al año siguiente, llega libre a Chacarita Juniors, que participaba de la Primera B Nacional. En el Funebrero jugó más partidos que en años anteriores, pero seguía siendo suplente.
Es prestado a Deportivo Merlo, participante de la Primera B, por 6 meses. En el club donde debutó, hizo un gran papel, por lo que se quedó en el próximo torneo.
Por sus buenas actuaciones en el Charro, García se convierte en jugador de Colegiales, también de la tercera división. En el Tricolor alterna entre titularidad y suplencia.
En 2019, se convierte en refuerzo de Argentino de Quilmes, recién ascendido a la Primera B. En el "Mate" jugó 9 partidos y convirtió un gol.
En agosto de 2020 fichó por el FADEP (Fundación Amigos por el Deporte), del Torneo Regional Amateur.

## Clubes
| Club                 | País                | Año                 | PJ  | G | Media goleadora |
| -------------------- | ------------------- | ------------------- | --- | - | --------------- |
| Deportivo Merlo      | Argentina           | 2008 - 2009         | 23  | 0 | 0,00            |
| Godoy Cruz           | Argentina           | 2009 - 2012         | 67  | 1 | 0,01            |
| Quilmes              | Argentina           | 2012 - 2013         | 0   | 0 | 0,00            |
| Brown (Adrogué)      | Argentina           | 2014                | 12  | 0 | 0,00            |
| Chacarita Juniors    | Argentina           | 2015                | 14  | 0 | 0,00            |
| Deportivo Merlo      | Argentina           | 2015 - 2017         | 67  | 5 | 0,07            |
| Colegiales           | Argentina           | 2017 - 2019         | 38  | 1 | 0,02            |
| Argentino de Quilmes | Argentina           | 2019 - 2020         | 9   | 1 | 0,11            |
| FADEP                | Argentina           | 2020 - Presente     | 0   | 0 | 0,00            |
| Total en su carrera  | Total en su carrera | Total en su carrera | 230 | 8 | 0,03            |